# Gouraincourt
 Gouraincourt  là một xã thuộc tỉnh Meuse trong vùng Grand Est đông nam nước Pháp. Xã này nằm ở khu vực có độ cao trung bình 250 mét trên mực nước biển.
Sông Othain tạo thành một phần ranh giới đông bắc thị trấn.